# Adinandra obtusissima
Adinandra obtusissima là một loài thực vật có hoa trong họ Pentaphylacaceae. Loài này được Hayata ex Yamam. mô tả khoa học đầu tiên năm 1933.